# Hebe blanda
Hebe blanda é uma espécie de planta do gênero Hebe.